# Вонозеро (озеро, Подпорожский район)
Вонозеро — озеро в России, расположено в Подпорожском районе Ленинградской области.

## Географические сведения
Площадь поверхности составляет 1,2 км². Площадь водосборного бассейна — 216 км². Из озера вытекает река Яндеба, левый приток Свири, впадает река Каковская.
С запада в Вонозеро впадает река Палежма, несущая воды озера Палежма, а также Мульевских озёр.

## Данные водного реестра
По данным государственного водного реестра России относится к Балтийскому бассейновому округу, водохозяйственный участок реки — Свирь без бассейна Онежского озера, речной подбассейн реки — Свирь (включая реки бассейна Онежского озера). Относится к речному бассейну реки Нева (включая бассейны рек Онежского и Ладожского озера).
Код объекта в государственном водном реестре — 01040100711102000015372.